# Lobophora unicolor
Lobophora unicolor är en fjärilsart som beskrevs av Barend J. Lempke 1950. Lobophora unicolor ingår i släktet Lobophora och familjen mätare. Inga underarter finns listade i Catalogue of Life.